# Igor Kuljerić
Igor Kuljerić (Šibenik, 1. veljače 1938. – Zagreb, 20. travnja 2006.), je bio hrvatski skladatelj, dirigent i akademik.

## Životopis
Studirao je kompoziciju na Muzičkoj Akademiji u Zagrebu, a kasnije se u dirigiranju usavršavao kod Igora Markeviča u Monte Carlu te u skladanju u Studiju za glazbenu fonologiju RAI-a u Milanu. Autor je brojnih orkestralnih, koncertnih, komornih i klavirskih skladba, opera, baleta, zborova, vokalno-instrumentalnih djela i scenske glazbe.
Umro je u Zagrebu nakon dugog i teškog bolovanja a posljednji ispraćaj akademika bio je u ponedjeljak, 24. travnja na zagrebačkom krematoriju. Simfonijski orkestar i zbor Hrvatske radiotelevizije su u sklopu svojega Majstorskoga ciklusa u KD Vatroslava Lisinskog In memoriam Igoru Kuljeriću izveli je njegov "Hrvatski glagoljaški rekvijem".

## Vanjske poveznice
- Hrvatsko društvo skladatelja: Kuljerić, Igor
- Hrvatska akademija znanosti i umjetnosti: akademik Igor Kuljerić  Arhivirana inačica izvorne stranice od 16. srpnja 2014. (Wayback Machine)
- Muzički informativni centar: Igor Kuljerić (1.2.1938.-20.4.2006.)[neaktivna poveznica]
- HDS ZAMP – Igor Kuljerić (popis djela)